# Теодоріх III
Теодоріх III (654 — раніше 12 квітня 691) — король франків, правив в 673 і 675 — 691 роках, із династії Меровінгів. Третій син Хлодвіга II і Батильди. Ім'я Теодоріх перекладається зі старогерманскої як «Король народу».

## Біографія

### Прагнення різних угруповань знаті поставити свого короля
Ставленик мажордома Еброїна. Був посаджений останнім на престол Нейстрії в 673. Проте незадоволена цим франкська знать вчинила змову проти Еброїна й Теодоріха III і повалила їх. Еброїна та Теодоріха III постригли в ченці. Еброїна ув'язнили в монастир Люксель у Бургундії, а Теодоріха — в монастир Сен-Дені.
Після вбивства 675 року Хільдеріка II, брата Теодоріха III, він та Еброїн отримали можливість вийти зі стін монастиря. Вийшли з ув'язнення і повернулися з вигнання й противники Еброїна, зокрема  Леодегарій. Кожен глава клану, який мав владу, хотів тепер сам собі вибрати короля. Леодегарій, що вийшов з монастиря, ймовірно першим, відновив владу Теодоріха III, і змусив того призначити мажордомом сина Ерхіноальда — Леудесія, син якого був одружений з його племінницею. Леудесій повинен був підтримувати союз, ватажками якого були Леодегарій і його брат Герін. Еброїн та його прихильники проголосили королем маленького Хлодвіга III, якого вони вважали сином Хлотара III. А стараннями Вульфоальда був повернутий із Ірландії Дагоберт II, син Сигиберта III, і був зведений на престол Австразії.

### Вбивство Леудезія
Через відмову багатьох присягнути Хлодвігу III, Еброїн перейшов в інший табір, вирішивши приєднатися до Теодоріха III лише для того, щоб нав'язати йому свою волю, а отже, вступити в неминучий конфлікт з Леодегарієм, новим опікуном Теодоріха. Еброїн заручився підтримкою численних прихильників, як з представників світської еліти, так і з числа єпископату. На чолі війська Еброїн почав рухатися в Нейстрію. Вбивши біля мосту в Понт-Сент-Максен (нижче Комп'єня) через (Уазу) варту, переправившись через річку, Еброїн убив тих ворогів, які намагалися влаштувати йому засідки. Мажордом Леудезій утік разом з Теодоріхом і з королівською казною. Еброїн переслідував їх до маєтку Безьє (Деп. Сомма, окр. Ам'єн) і оволодів казною.
Після цього він досяг Кресі-Ен-Понті (деп. Сомма, окр. Аббевіль), де і захопив Теодоріха.
Леудесію, який був йому хрещеним батьком, він звелів з'явитися до нього, підступно пообіцявши тому безпеку, після чого вбив його, і проголосив себе мажордомом. Король Теодоріх був відновлений на троні, а сам Еброїн швидко встановив свій контроль над усіма справами.

### Страта Леодегарія
Потім він став переслідувати єпископа Леодегарія, навіть у межах Бургундії. Після захоплення Отена, Леодегарій був схоплений. Після дворічного ув'язнення і жорстоких тортур у монастирі Фекамп, він був, за звинуваченням в участі змові з метою вбивства короля Хильдеріка II, засуджений королівським судом і обезголовлений 679 року. Також після тортур був убитий його брат Герін. Їхні вцілілі друзі врятувалися, втікши за Луару в Гасконь. Багато з їхніх прихильників були засуджені до заслання.

### Спроби підпорядкувати Австразію
Розправившись з Леодегарієм, Еброїн звернув свої сили проти Вульфоальда і Дагоберта II, прагнучи нав'язати Австразії «свого» короля Теодоріха III. Війська супротивників зіткнулися під Лангром (бл. 677), але результат битви виявився невідомим. Два роки по тому Дагоберт був убитий (679). Очевидно, загинув і Вульфоальд.
Тепер Еброїн виявив бажання підпорядкувати Австразію своєму єдиному живому королю. У Австразії, при відсутності королів, в той час правили герцоги Піпін Герістальський і Мартін (герцог Шампані, який був дядьком Піпіну). В 680 Еброїн рушив з армією на східних франків, переміг їх у битві при Буа-Рояль-дю-Фе (Буковий ліс на схід від Лаона, можливо село Лаффіт в деп. Ена (Іль-де-Франс), окр. Суассон). Австразійці втікали, Еброїн їх переслідував і спустошив велику частину тодішньої Австразії. Піпін Герістальський зміг сховатися на своїх землях, але Мартін, який на якийсь час знайшов притулок за стінами Лаона, повірив обіцянкам Еброїна не заподіювати йому і його людям шкоди, вийшов з міста й був убитий разом зі своїми воїнами. Еброїн став пригнічувати франків з усе більшою жорстокістю. В 680 Еброїн у своєму власному палаці був убитий Ерменфредом, який, будучи призначеним на посаду по фінансовій частині, не зміг відзвітувати про свої дії. Ерменфред разом зі своїми скарбами втік в Австразію до Піпіна.
Піпін пішов на перемир'я з новим нейстрійським мажордомом Вараттоном. Але в сім'ї Вараттона почалися сварки, він був на якийсь час усунений з посади власним сином Хіслемаром 683 року, потім остаточно замінений зятем Берхаром 686 року, причому, і того, і іншого відрізняли прагнення панувати над нейстрійською знаттю і агресивність по відношенню до Австразії. В результаті все більше число нейстрійців схилялося на бік Піпіна.

### Король Теодоріх— король всієї Франкської держави
687 року поблизу Сен-Квентіна, в містечку Тертрі (деп. Сомма, окр. Перон, ком. Сен-Ам), сталося зіткнення війська Піпіна з Берхаром і його прихильниками. Перемога Піпіна була остаточною. Берхар зник, згодом він був убитий своїми ж людьми (не раніше 690/691). Теодоріх і його скарби були захоплені, але Піпін не став втручатися в Нейстрію, він волів домовитися з її знаттю, серед якої мав чимало своїх прихильників. Влада Теодоріха була відновлена в усіх володіннях, відтепер його оточував тільки нейстрійський двір. У той же час сам Піпін домігся того, що король визнав його як єдиного мажордома всієї Франкської держави. Піпін продовжував постійно жити в Австразії.
Щоб попередити та при необхідності контролювати наміри нейстрійців до незалежності, Піпін одружив свого старшого сина Драгона з Анструдою, донькою Вараттона та вдовою Берхера. Більше того, він погодився на передачу, принаймні, номінальну, частини своїх владних прерогатив у Нейстрії та Бургундії найбільш наближеним до нього людям. Так, у Нейстрії було відновлено посаду мажордома, яка дісталася графу Паризькому, прихильникові Піпіна — Норберу, а в Бургундії Піпін довірив управління автономним бургундським військом своєму синові Драгону, що був герцогом Шампані. Існує факт, що Піпін зберігав абсолютний контроль над справами в обох королівствах.
Теодоріх III помер раніше 12 квітня 691 року. Був одружений з 675 року з Клотильдою, донькою Анзегизеля та Беггі Анденської. Сини його — Хлодвіг IV та Хільдеберт III. Існує версія, за якою його дочкою була Бертрада Прюмська, бабуся Бертради Лаонскої, дружини короля Піпіна Короткого.